# متلازمة بيرت-هوغ-دوبي
متلازمة بيرت-هوغ-دوبي (بالإنجليزية: Birt–Hogg–Dubé syndrome)  هي متلازمة سائدة الوراثة وفيها يكون هناك عرضة للإصابة بسرطان الكُلى والأورام غير المسرطنة في بصيلات الشعر المسماة"Fibrofolliculoma" الأعراض التي تُرى في كل عائلة تكون متفردة وتشمل أي خليط من 3 أعراض 
Fibrofolliculomas هي العرض الأشهر وتوجد على الوجه، والجزء العلوي من الجذع في حوالي 80% من الأشخاص المصابين بالمتلازمة فوق سن الأربعين، ولكن 25% فقط من المصابين في النهاية يحدث لديهم استرواح الصدر التلقائي. أورام الكلى الحميدة منها والخبيثة تحدث في 14-34% من الأشخاص المصابين بمتلازمة بيرت-هوغ-دوبي.
سرطانات الكلى المصاحبة تكون في الغالب أورام هجينة نادرة.
وجود أي من هذه الحالات في عائلة ما يدلل على التشخيص بمتلازمة بيرت-هوغ-دوبي